# Prodotto vuoto
In matematica si usa l'espressione prodotto vuoto (o prodotto nullario) quando in una moltiplicazione non ci sono fattori. Una tale situazione può capitare ad esempio in una produttoria come
{\displaystyle \prod _{i=2}^{1}x_{i}}
in cui l'indice inferiore è maggiore dell'indice superiore. In questa produttoria infatti non ci sono indici che soddisfano entrambe le condizioni (cioè l'intervallo {\displaystyle [2,1]} è vuoto), quindi non esistono fattori che possono essere moltiplicati.

## Quanto fa un prodotto vuoto?
Si potrebbe cadere nell'errore di credere che un prodotto vuoto non sia definibile, o che ricada in qualche errore concettuale. Invece il risultato di un prodotto vuoto è semplicemente uno.

### Calcolo intuitivo
Lo si può capire pensando che l'1 è l'elemento neutro della moltiplicazione, cioè il risultato che si ottiene quando "non si modifica nulla". Altrimenti si può ritrovare con un semplice calcolo: prendiamo ad esempio il prodotto {\displaystyle x_{1}\cdot x_{2}\cdot x_{3}\cdot x_{4}} e dividiamo uno dopo l'altro per tutti i fattori. Togliendo {\displaystyle x_{4}} rimane
{\displaystyle x_{1}\cdot x_{2}\cdot x_{3}\cdot x_{4}\cdot {\frac {1}{x_{4}}}=x_{1}\cdot x_{2}\cdot x_{3}}
e così via:
{\displaystyle x_{1}\cdot x_{2}\cdot {\frac {1}{x_{2}}}=x_{1}}
{\displaystyle x_{1}\cdot {\frac {1}{x_{1}}}=1}
per definizione di elemento inverso della moltiplicazione. Dunque togliendo tutti i fattori, cioè rimanendo con il prodotto vuoto, il risultato che esce è proprio 1.

### Calcolo tramite logaritmi
La definizione di prodotto vuoto può essere basata su quella di somma vuota. Infatti, per ogni base {\displaystyle b>0\land b\neq 1} vale che
{\displaystyle \log _{b}n+\log _{b}m=\log _{b}nm}
e quindi che
{\displaystyle b^{\log _{b}n+\log _{b}m}=nm}
o più generalmente
{\displaystyle \prod _{i}x_{i}=b^{\sum _{i}\log _{b}x_{i}}}
Dunque, se l'esponente del secondo membro è la somma vuota (che dà come risultato 0), il prodotto vuoto che sta al primo membro sarà 1, poiché {\displaystyle b^{0}=1}.

## Prodotto cartesiano vuoto
Se nella definizione di prodotto cartesiano supponiamo che l'insieme di indici sia vuoto, l'unica funzione che soddisfa la richiesta è la funzione vuota:
{\displaystyle \prod \varnothing =\{f_{\varnothing }:\varnothing \to \varnothing \}.}
Dunque, la cardinalità del prodotto cartesiano vuoto di insiemi è 1.